# International Rally Zlatni 1991
Rajd Bułgarii 1991 (22. International Rally Zlatni) – 22. edycja rajdu samochodowego Rajd Bułgarii rozgrywanego w Bułgarii. Rozgrywany był od 11 do 12 maja 1991 roku. Była to szesnasta runda Rajdowych Mistrzostw Europy w roku 1991 (rajd miał najwyższy współczynnik – 20).

## Klasyfikacja rajdu
| Miejsce                      | Kierowca                     | Pilot                        | Samochód                     | Czas                         | Strata                       |                              |
| Klasyfikacja generalna i ERC | Klasyfikacja generalna i ERC | Klasyfikacja generalna i ERC | Klasyfikacja generalna i ERC | Klasyfikacja generalna i ERC | Klasyfikacja generalna i ERC | Klasyfikacja generalna i ERC |
| ---------------------------- | ---------------------------- | ---------------------------- | ---------------------------- | ---------------------------- | ---------------------------- | ---------------------------- |
| 1.                           | Piero Liatti                 | Luciano Tedeschini           | Lancia Delta Integrale 16V   | 3:08:08                      | 0.0                          |                              |
| 2.                           | Fabrizio Tabaton             | Maurizio Imerito             | Lancia Delta Integrale 16V   | 3:08:36                      | +28                          |                              |
| 3.                           | Enrico Bertone               | Gianfranco Imerito           | Lancia Delta Integrale 16V   | 3:17:03                      | +8:55                        |                              |
| 4.                           | Georgi Petrow                | Ivan Tonev                   | Volkswagen Golf II GTi 16V   | 3:26:43                      | +18:35                       |                              |
| 5.                           | John Bosch                   | Kevin Gormley                | BMW M3 E30                   | 3:27:59                      | +19:51                       |                              |
| 6.                           | Andrzej Koper                | Maciej Wisławski             | Volkswagen Golf II GTi 16V   | 3:29:01                      | +20:53                       |                              |
| 7.                           | Carlo Galli                  | Paolo Vinzioli               | Ford Sierra RS Cosworth      | 3:29:47                      | +21:39                       |                              |
| 8.                           | Stoyan Kolev                 | Rumen Manolov                | Ford Sierra RS Cosworth 4x4  | 3:30:05                      | +21:57                       |                              |
| 9.                           | Pavel Jekov                  | Hristo Popov                 | Audi Coupé Quattro           | 3:30:09                      | +22:01                       |                              |
| 10.                          | Valeri Kasabov               | Zlatan Iliev                 | Opel Kadett GSI              | 3:30:35                      | +22:27                       |                              |